# Kepler-30
Kepler-30 è una stella di classe G analoga al Sole situata nella costellazione del Lira, distante circa 10.000 anni luce dal sistema solare. Studiata nell'ambito della missione Kepler, nel 2012 è stata annunciata la presenza di tre pianeti extrasolari orbitanti attorno a essa.
La peculiarità e l'importanza di questa scoperta è che i piani orbitali dei tre pianeti sono pressoché allineati all'equatore della stella, proprio come avviene nel sistema solare. La scoperta dimostra che la formazione del sistema solare non è stata casuale. In molti sistemi extrasolari scoperti invece, i pianeti non hanno questa disposizione e presentano orbite disordinate, non allineate con l'equatore stellare; ciò è probabilmente causato da caotiche interazioni tra i pianeti durante la loro formazione, e, in particolar modo nei sistemi dove è presente un gioviano caldo, le orbite dei pianeti sono disallineate rispetto alla rotazione della stella e in alcuni casi anche retrograde. Questa differenza secondo gli scienziati dipende da una diversa origine del sistema planetario di questi sistemi rispetto al sistema solare o a quello di Kepler-30.

## Caratteristiche della stella
Kepler-30 è una nana gialla simile al Sole; la sua massa e il suo raggio sono pressoché simili, ed è solo un po' più fredda, avendo una temperatura superficiale attorno ai 5500 K. La presenza di elementi più pesanti dell'elio, ovvero la sua metallicità, è più elevata, circa del 50% in più rispetto al Sole.

## Sistema planetario

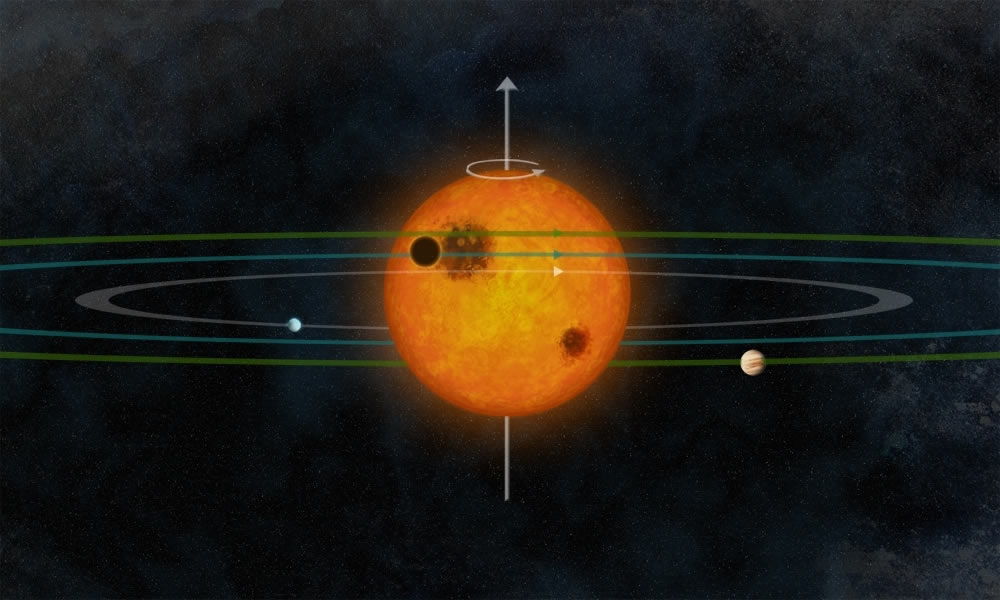
Immagine artistica del sistema di Kepler-30, con le orbite dei pianeti e l'asse di rotazione della stella evidenziate. Il maggiore dei pianeti, Kepler-30 c, sta transitando sul disco stellare.

I tre pianeti scoperti orbitano a distanze comprese tra 0,18 e 0,53 UA, con periodo orbitali compresi tra 29 e 143 giorni. Kepler-30 b è il più vicino alla stella madre e anche il più piccolo; con una massa oltre 9 volte quella terrestre potrebbe trattarsi di un piccolo gigante gassoso del tipo mininettuno senza superficie solida, tuttavia da una rivisitazione del sistema con il telescopio spaziale TESS pare più piccolo di quanto misurato in precedenza e la sua densità risulta superiore a quella del nostro pianeta, e potrebbe quindi trattarsi anche di una massiccia super Terra. Kepler-30 c è il più massiccio, avendo una massa 1,7 volte quella di Giove e un raggio equivalente.
Il terzo pianeta, Kepler-30 d, è paragonabile a Nettuno per massa, solo leggermente superiore, tuttavia ha le dimensioni di Saturno e quindi una bassissima densità, appena 0,19 g/cm³. Giganti gassosi di questo tipo vengono definiti primordiali, si accrebbero di idrogeno ed elio nelle prime fasi di vita del sistema e potrebbero essere completamente privi di nucleo. Quest'ultimo pianeta si trova vicino al limite più interno della zona abitabile e una luna di dimensioni terrestri potrebbe avere acqua liquida in superficie, in quanto la temperatura d'equilibrio, assumendo un'albedo simile a quella terrestre e senza tener conto di un eventuale effetto serra creato dall'atmosfera, è stimata in 323 kelvin, equivalenti a circa 50 °C. Queste condizioni potrebbero favorire la vita di organismi termofili, più difficilmente forme di vita complesse come quelle presenti sulla Terra. Tuttavia, una densa atmosfera potrebbe causare un forte effetto serra ed innalzare parecchio la temperatura superficiale, rendendo la luna invivibile.
Sotto, un prospetto del sistema planetario di Kepler-30.
| Pianeta | Tipo            | Massa         | Raggio   | Periodo orb.   | Sem. maggiore | Eccentricità | Incl. orbita  | Scoperta |
| ------- | --------------- | ------------- | -------- | -------------- | ------------- | ------------ | ------------- | -------- |
| b       | Mininettuno     | 8,63±0,42 M⊕  | 1,89 r⊕  | 29,355 giorni  | 0,185 UA      | 0,077        | 89,82 ± 0,16° | 2012     |
| c       | Gigante gassoso | 498+24 −23 M⊕ | 12,03 r⊕ | 60,319 giorni  | 0,3 UA        | 0,012        | 89,68 ± 0,03° | 2012     |
| d       | Gigante gassoso | 18,3±1,5 M⊕   | 8,79 r⊕  | 143,499 giorni | 0,532 UA      | 0,027        | 89,84 ± 0,02° | 2012     |